# Jesús Meza
Jesús Manuel Meza Moreno (Mérida, 1986. január 6. –) venezuelai válogatott labdarúgó, jelenleg a Boyacá Chicó FC játékosa.

## Mérkőzései a venezuelai válogatottban
| #  | Dátum             | Ellenfél      | Eredmény | Kiírás                  | Esemény |
| -- | ----------------- | ------------- | -------- | ----------------------- | ------- |
| 1. | 2007. március 24. | Kuba          | 3 – 1    | barátságos mérkőzés     | 46'     |
| 2. | 2007. március 28. | Új-Zéland     | 5 – 0    | barátságos mérkőzés     | 46'     |
| 3. | 2007. május 25.   | Honduras      | 2 – 1    | barátságos mérkőzés     | 20' 50' |
| 4. | 2011. június 1.   | Guatemala     | 2 – 0    | barátságos mérkőzés     | 71'     |
| 5. | 2011. június 7.   | Spanyolország | 0 – 3    | barátságos mérkőzés     | 65'     |
| 6. | 2011. július 9.   | Ecuador       | 1 – 0    | Copa América csoportkör | 65'     |
| 7. | 2011. október 7.  | Ecuador       | 0 – 2    | Vb-selejtező            |         |